# Coverol

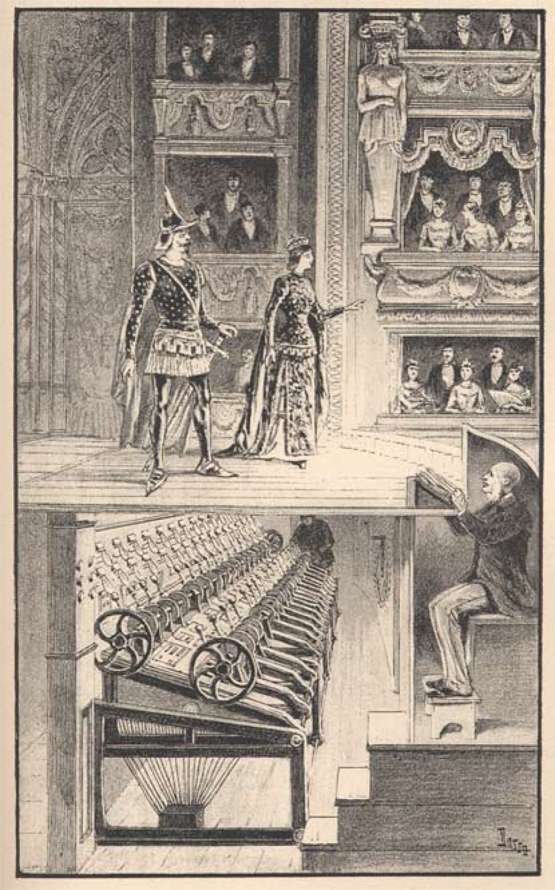
Apuntador al coverol

El coverol o albelló és el forat de l'apuntador que hi havia al prosceni de l'escenari de teatre, proveït d'una coberta que té la forma d'un mig hemisferi per tal que el públic no el vegi. El coverol està en desús i teatres moderns ja no en tenen. En l'actualitat, un apuntador es troba encara sovint entre bastidors per ajudar els actors quan tenen un blanc.
A Granollers hi ha un grup de Teatre El Coverol.